# Neomochtherus californicus
Neomochtherus californicus är en tvåvingeart som först beskrevs av James Stewart Hine 1909.  Neomochtherus californicus ingår i släktet Neomochtherus och familjen rovflugor. Inga underarter finns listade i Catalogue of Life.